# Chlorophytum gallabatense
Chlorophytum gallabatense är en sparrisväxtart som beskrevs av Georg August Schweinfurth och John Gilbert Baker. Chlorophytum gallabatense ingår i släktet ampelliljor, och familjen sparrisväxter. Inga underarter finns listade i Catalogue of Life.